# Eloeophila laciniata
Eloeophila laciniata là một loài ruồi trong họ Limoniidae. Chúng phân bố ở miền Cổ bắc.